# Američki starosedeoci
Američki starosedeoci (engl. Indigenous peoples of the Americas), nazvani i Indijanci (izuzev Eskima i Aleuta), su narodi koji su od praistorije nastanjivali krajeve od arktičke Kanade i Aljaske do Ognjene zemlje (šp. Tierra del Fuego) u Čileu i Argentini, koji se međusobno razlikuju po jezicima, kulturi i fizičkom izgledu.
Većinom su to lovačko-sakupljačka društva. U najrazvijenije narode sa ovog podneblja, koji su uspeli podići visoko razvijene civilizacije, spadaju narodi Olmeka, Tolteka, Maja i Asteka iz Meksika i Inka iz Perua. I danas mnogi od njih žive u rezervatima, posebno u Kanadi, SAD i Brazilu.

## Ime
Za većinu starosedelačkih naroda Amerika dugo je korišćen zajednički naziv Indijanci, izuzetak su bili Eskimi i Aleuti. Ovo ime su dobili po Indiji jer su doseljenici pogrešno mislili da se radi o obali Indije, a ne o novootkrivenom kontinentu Americi. Kolumbo je, prilikom tzv. „otkrivanja Amerike”, mislio da je stigao u Indiju i zato je ljude sa kojima je dolazio u dodir nazivao Indijancima (šp. indios). Stanovnici SAD-a ih u novije vreme službeno više ne nazivaju Indijancima (engl. Indians) nego američkim domorocima odnosno starosedeocima (engl. Native Americans). Naziv crvenokošci (engl. Redskins ili fr. Peaux-Rouges) je uvredljiv.

## Broj
Savremeni Indijanci su većinom zvanično hrišćani, ali se drže i domorodačkih verovanja i običaja. Oko 30.610.387 govori neki od domorodačkih jezika kao materinski, a mnogi su asimilovani te govore samo engleski, španski, portugalski, francuski ili holandski. Najrasprostranjeniji domorodački jezik je kečua (jezik drevnih Inka) koji danas govori oko 10.000.000 ljudi. U SAD-u su pod imenom američki domoroci (engl. Native Americans), a u Kanadi pod imenom prve nacije (engl. First Nations) zajedno pobrojani Indijanci i Eskimi. U podacima o Grenlandu misli se na Eskime. Domorodačko stanovništvo je skoro potpuno izumrlo (od bolesti, ropstva i ubistava) na području današnjih karipskih država (Antigva i Barbuda, Bahami, Barbados, Kuba, Dominikanska Republika, Grenada, Haiti, Jamajka, Portoriko, Sent Kristofor i Nevis, Sent Lucija, Trinidad i Tobago), mali broj (skoro isključivo žena) je preživeo naseljavanje Evropljana i ubrzo zatim je asimilovan, izuzetak je Dominika, gde je domorodačko stanovništvo uspelo da opstane. Sličnu sudbinu su doživeli i domoroci u Urugvaju i u velikim delovima Argentine (Patagonija, Ognjena zemlja).
Nepoznato je koliko je domorodaca živelo na američkom kontinentu u času Kolumbovog dolaska. Procene se kreću od manje od 10.000.000 do više od 100.000.000. Danas na američkom kontinentu živi oko 52.000.000 Indijanaca, oko 125.000.000 mestika i oko 801.000 zambosa.
- Meksiko 14.314.119[4]
- Peru 13.800.000[5]
- Bolivija 6.000.000[6]
- Gvatemala 5.400.000[7]
- Ekvador 3.400.000
- Sjedinjene Države 2.900.000[8]
- Čile 1.714.677[9]
- Kolumbija 1.400.000[10]
- Kanada 1.200.000[11]
- Brazil 700.000[12]
- Argentina 600.000[13]
- Venecuela 524.000[14]
- Honduras 520.000[15]
- Nikaragva 443.847[10]
- Panama 204.000[16]
- Paragvaj 95.235[17]
- Salvador oko 70.000[18]
- Kostarika oko 60.000[19]
- Gvajana oko 60.000[20]
- Grenland oko 51.000[21]
- Belize 24.501 Maja[22]
- FRA Francuska Gvajana oko 19.000[23]
- Surinam od oko 12.000 do oko 24.000

## Narodi

### Narodi SAD i Kanade
- Indijanci podarktika u Kanadi i Aljasci su: Kri, Čipevjan, Kučin, Holikačuk, Kojukon, Ahtna i niz drugih manjih naroda. Njeni česti simboli su krplje, kanu, tobogan, snežne naočare. Odeća je krznena. Lov i ribolov im je glavno zanimanje.
- Indijanci Severozapadne obale su najbogatiji narodi Indijanaca Severne Amerike. Oni nastanjuju područje uz Pacifičku obalu Severne Amerike od Kalifornije na jugu, do zaliva Jakutat u Aljasci na severu. Predstavnici ove kulture pripadaju velikim grupama poznatim kao Kvakjutl, Cimšian, Tlingit, Hajda, Belakula, Obalski Sališi i manji narodi iz Kalifornije, Oregona i Vašingtona. Društva sa juga ovog područja znatno su siromašnija, a i njihove zajednice su znatno manje. Ovom krugu pripada kultura gradnje velikih totema, gradnje kedrovih kuća sa krovovima na dve vode, prekrasno tkanje čilkat-ogrtača, okrenutost moru, izgradnja drvenih velikih kanua i nadasve veoma poznate svečanosti poklanjanja 'potlača'.
- Indijanci sa Platoa naseljavaju kraj u području reke Kolumbije. Ovde je raširena kultura ribara i kopača korenja kamas i šanatake. Plemena ovog područja pripadaju grupama Sahaptin, Molala, Sališ, Kutni, Činuk, Klamat i Atabaskan. Oni su se sezonski pokretali u potrazi za ribom i biljem.
- Kalifornijski Indijanci naseljeni su u Kaliforniji i imaju tipičnu kulturu sakupljača žira. Ipak ne pripadaju svi kalifornijski narodi ovoj grupi, jer su neki predstavnici Indijanaca Severozapadne obale. Prijateljica i dobra poznavateljka Indijanaca Eva Lips, navodi da su svi ovi narodi veoma dobro uhranjeni, na tome zahvaljuju žiru od koga naročitim postupkom dobijaju brašno i peku hleb od žira. Glavni narodi su: Majdu (Majdu, Nisenan i Konkau), Mivok, Šumaš, Jokat, Šasta, Čimariko, Ačomavi, Acugevi, Jana (Jana i Jahi), Vintu (Vintu, Nomlaki i Patvin), Juki, Pomo, Vapo, Kostanoan, Salinan, Eselen, Kitanemuk, Pajpaj, Kumejaj (Ipaj, Tipaj, Kamija), Kupenjo, Luisenjo, Kavija, Huanenjo, Gabrielenjo, Nikolenjo, Fernandenjo, Serano.

- Indijanci Velikog basena. U području Velikog slanog basena naseljena su siromašna sakupljačka plemena Šošona koji su u stvari bili 'noga'-Indijanci. Oni su neprekidno bili u pokretu za hranom, bobicama, korenjem, raznim plodovima, sitnom divljači i drugim. Jeli su bukvalno sve.
- Jugozapadni Indijanci nastanjuju krajeve američkog Jugozapada od Novog Meksika preko Arizone do donjeg toka Kolorada. Ovde nalazimo ratarsko stanovništvo iz grupe Jumanskih naroda, Pima, kao i posebnu grupu seoskih naroda sa pueblo kulturom. U pueblo ili seoske narode ubrajaju se Zuni, Hopi i Tanoanski narodi. Apačka plemena kao i Papago su nomadi.

- Indijanci Ravnice su stanovnici prerija, područja od reke Saskačevan na severu do južnog Teksasa. Tu pripadaju najslavniji narodi američkih domorodaca. Oni su nomadski jahači i lovci na bizone. Pošto su navikli na prostranstva i lutanja pružali su najžešći otpor belim osvajačima. Predstavnici su im: Prerijski Kri, Crne Stope, Grovantri, Hidaca, Vrane, Arikara, Sijuksi (Teton, Dakota), Čejeni, Arapaho, Omaha, Po ni, Kajova, Komanči.
- Indijanci severoistočnih šuma pripadaju irokeskoj i algonkvinskoj porodici. To je domovina vigvama, velikih drvenih kuća opasanim palisadama. Oni su lovci i ribari ali i uzgajivači kukuruza. Odavde su došle i kokice koje su Irokezi nosili sa sobom prilikom odlaska u višednevne lovove ili ratne pohode. Najpoznatiji narodi ovog područja su Irokezi, Huroni, Iri, Saskvehanok, Delaver (Delaver, Vapinger), Vampanoag, Mohikanci, Montaket, Pouhatan, Nantikok (Konoj, Čoptank), Penakuk i drugi.
- Jugoistočni Indijanci. Njihova područja obuhvataju jugoistok Severne Amerike, od atlantske obale do istočnog Teksasa, na sever do unutrašnjosti Virdžinije. Jugoistočna plemena su seosko ratarsko stanovništvo. Ovde su na ceni kukuruz i njegova svečanost 'Ples zelenog kukuruza'. Narodi ovog područja pripadaju maskogijskoj, siuanskoj, kadoanskoj porodici i narodima Atakapa (Atakapa, Akokisa), Načez, Čitimaša i Tunika. Glavni narodi su: Krik (Krik, Jamasi, Čiaha, Jufola), Seminoli, Timukoa (Timukoa, Frešvoter), Juči, Biloksi, Čitimaša (Čitimaša, Čavaša, Vaša), Atakapa, Tunika, Načez (Načez, Taenza, Avojel), Čokto (Čokto, Bajogula, Čatot, Tohome), Čikaso (Čikaso, Šakčiuma, Paskagula), Kado (Hasinaj, Kadohadačo, Nakitoš, Adaj), Ais (Ais, Heaga), Kalusa (Kalusa, Tekesta), Kusabo, Kongari, Čiroki, Vokon (Vokon, Vinio, Kejp Fir), Tutelo-Saponi (Tutelo, Manahok, Monakan, Saponi, Okaniči), Katoba (Katoba, Vokso, Eno, Šugeri), Hičiti, Koasati, Alabama, itd.

## Verovanja
Iako među starosedeocima američkog kontinenta postoje ogromne razlike u pogledu jezika, porekla, načina života i pogleda na svet, ipak se mogu pronaći neke crte zajedničke svim plemenima.
- Na prvom mestu to je verovanje u jedno vrhovno biće, Boga, koje različita plemena nazivaju različitim nazivima: Veliki Duh, Sveti Duh, Manitu, Mistična Sila, Velika Tajna, Vakan Tanka, itd.
- Takođe je kod svih indijanskih plemena veoma izraženo poštovanje prirode i verovanje u prirodnu mudrost i sudbinsku uslovljenost prirodom, kao i dubinsku povezanost čoveka i prirode.

## Poreklo
Po novim otkrićima naučnika sa Univerziteta Berkli u Kaliforniji i Univerziteta u Kopenhagenu, američki starosedeoci su potomci sibirskih naroda. Oni su uspeli da dokažu da se grupa Sibiraca preselila na Aljasku pre oko 23.000 godina, a zatim se postepeno razišla na oba američka kontinenta. Preci američkih starosedelaca su prešli sada potopljenu Beringiju, koja je nekad predstavljala kopneni most između severoistočne Azije i severozapadne Amerike. Naučnici su ispitali 31 genom. Ispitani genomi pripadaju sadašnjim stanovnicima Amerike, Sibira i Okeanije, a isto tako su ispitali i ostatke 23 osobe koje su preminule pre 200 do 6.000 godina.

## Spoljašnje veze
- Amerika pre Kolumba (Centar za društvenu stabilnost - Zvanični kanal)
- Ko su Indijanci? - prvi deo (Centar za društvenu stabilnost - Zvanični kanal)
- Ko su Indijanci? - drugi deo (Centar za društvenu stabilnost - Zvanični kanal)
- Comanche Lodge — Indijanska istorija i genealogija
- Spisak severnoameričkih plemena
- Kongres američkih Indijanaca
- Istorijska biblioteka: Sklapl, indijanski trofej?
- Indijanci — gosti na svojoj zemlji („Večernje novosti”, feljton; 27. septembar — 2. oktobar 2008)[мртва веза]